# Římské divadlo ve Veroně
Římské divadlo ve Veroně (italsky Teatro romano di Verona) je divadlo pod širým nebem z 1. století př. n. l. (tedy z Římské republiky), které se nachází na úpatí kopce Colle San Pietro za řekou Adiže od hlavního centra Verony. Jedná se o jedno z nejstarších zachovaných římských divadel v severní Itálii. Divadlo je spravováno stejnojmenným muzeem, jehož hlavní expozice se nachází poblíž nad divadlem. Divadlo je o řadu desetiletí starší než výrazně větší římský amfiteátr na druhém konci města.

## Historie
Před římským ovládnutím severní Itálie se ve Veroně kolem kopce Colle San Pietro nacházela obec Venetů. Roku 174 př. n. l. se Verona stala součástí Římské republiky. Divadlo bylo postaveno v místě původního přeřímského osídlení. Římské centrum města se rozkládala na druhé straně Adiže, ovšem divadlo bylo vybudováno na úpatí svahu. Pří výstavbě byla vybudovaná hluboká umělá jeskyně, aby divadlo nepoškodila voda stékající ze svahu, která byla podzemní kanalizací vedena do Adiže. Nad divadlem se na vrcholu kopce nacházel chrám na území dnešního hradu Castel San Pietro. 
Ve středověku se budova přestala užívat a oblast byla částečně zastavěna. Středověká výstavba mnohdy využívala konstrukci divadla. V 19. století archeolog Andrea Monga koupil celý areál a v letech 1834 až 1844 řídil archeologické výzkumy lokality a nechal zdemolovat 30 domů, které stály na území divadla. V roce 1904 areál koupila městská správa, v jejíž rukou je dodnes.

## Popis

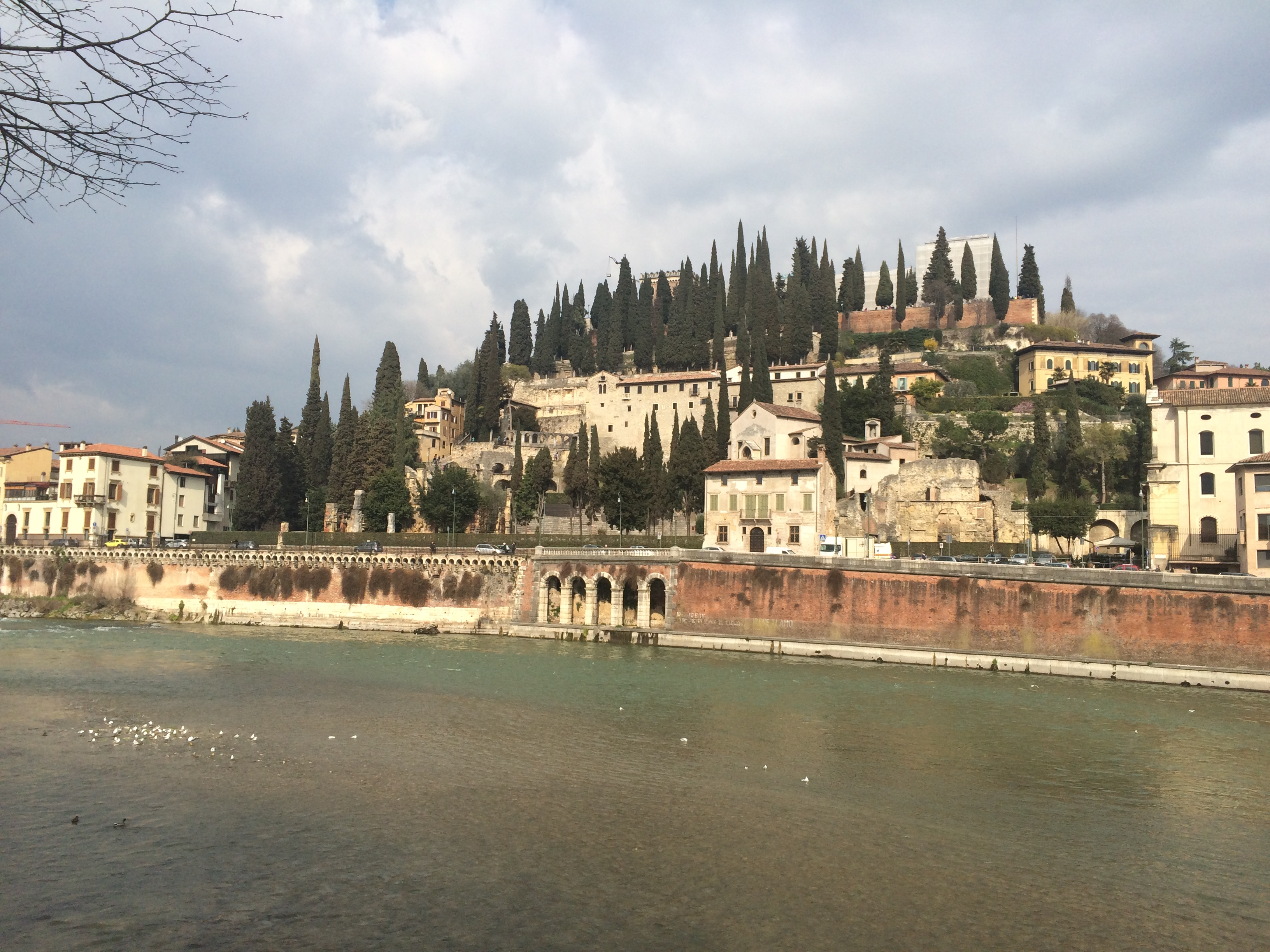
Úpatí a vrchol kopce Colle San Pietro, na jehož vrcholu se dnes nachází Castel San Pietro a za Římské říše chrám. Na jeho úpatí se nachází divadlo.
Divadlo s chrámem na vrcholu bylo z dálky vidět na druhé straně města. V přízemi měli sloupy toskánský sloh, ve druhém patře iónský sloh a v nejvyšším patře byly bohatě zdobené hlavicemi podepřenými kladím uzavírající průčelí. Kolem divadla se nacházely dvě boční průčelí.
Jeviště je dlouhé 71 metrů. Jeviště je z velké části zachované. V západní části divadle je dobře zachována jedna brána. Zachovány jsou také části zdí. Poblíž divadla je vystaveno mnoho archeologických nálezů.
- Pohled z výšky
- Model divadla ve vstupní budově do divadla pod jevištěm
- Zbytky ochozu
- Sloupy z divadla
- Úbočí (divadlo) a vrchol (tehdejší římský chrám, dnes Castel San Pietro) hrad kopce Colle San Pietro za Římské říše
- Dole hlediště divadla, vpravo nahoře kostel Chiesa dei Santi Siro e Libera, vlevo nahoře muzeum
- Výhled z muzea

### Kostel svatých Siro a Libera
Ve východní části divadla byl nad jevištěm roku 913 postaven kostel svatých Siro a Liberaty z Como (italsky Chiesa dei Santi Siro e Libera).

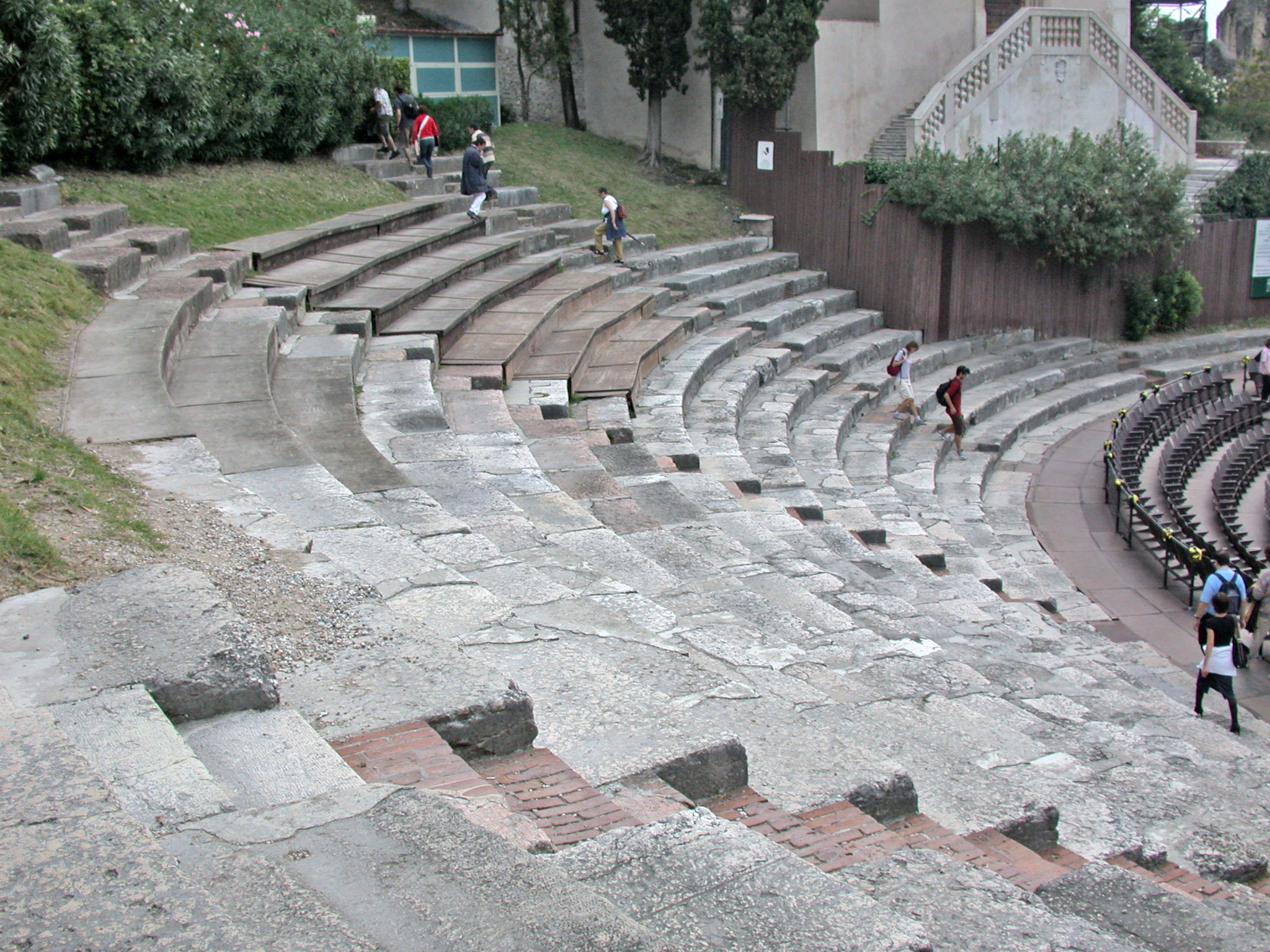
Hlediště římského divadla.

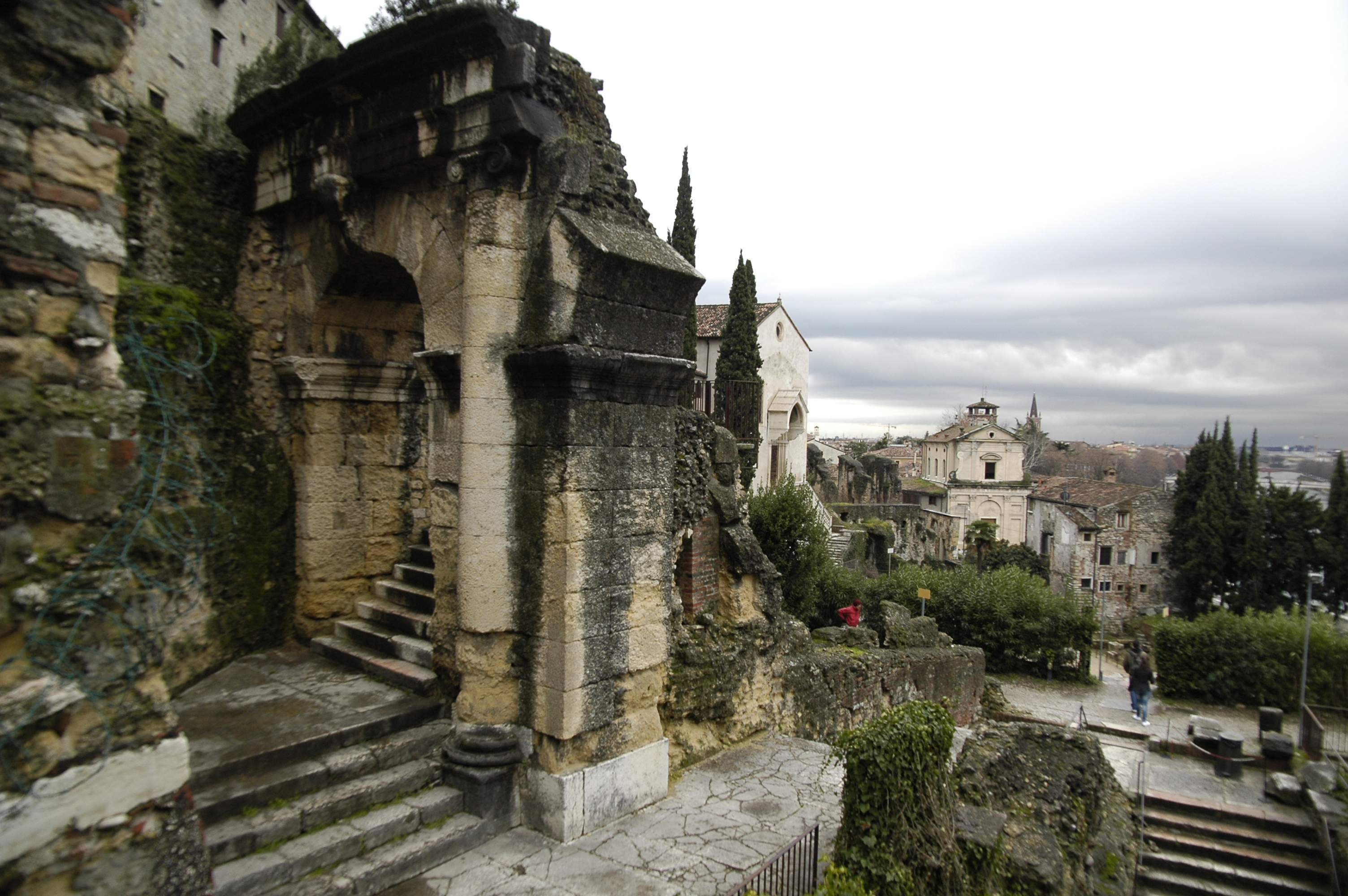
Římská brána dochovaná v západní části divadla

## Muzeum
Archeologické muzeum římského divadla (italsky Museo archeologico al teatro romano) vystavuje velké množství nálezů z divadla. Nachází se v bývalém klášteře dei Gesuati nad divadlem.
Sbírky z divadla byly původně umístěny do muzea Museo civico di storia naturale. Koncem 19. století město vykoupilo nálezy ze soukromých sbírek, zejména od sběratelů jménem Jacopa Muselliho a Bernardina Biondelliho.
Ve sbírkách muzea najdeme velké množství římských soch (včetně soch inspirovaných starověkou egyptskou a blízkovýchodní kulturou) i věcí denní potřeby, jako jsou sklenice, hrnců, váz, malých sošek (některé pochází z Egypta, zejména s vyobrazením zvířat). Je zde vystaveno mnoho velmi dobře dochovaných římských mozaiek. Nachází se zde také nově vybudovaný model starověkého města, divadla i amfiteátru. Všechny exponáty mají uvedený svůj popis na popisné tabuli.
- Sekce bronzových plastik
- Sekce mramorových soch a mozaika na zemi
- Mozaika